# Clara Southern
Clara Southern (3 de outubro de 1860 - 15 de dezembro de 1940) foi uma artista australiana associada à Escola de Heidelberg, também conhecida como Impressionismo Australiano. Ela esteve ativa entre os anos de 1883 até sua morte em 1940. Fisicamente, Southern era alta, com cabelos loiros avermelhados e foi apelidada de 'Pantera' por causa de sua beleza ágil.

## Biografia

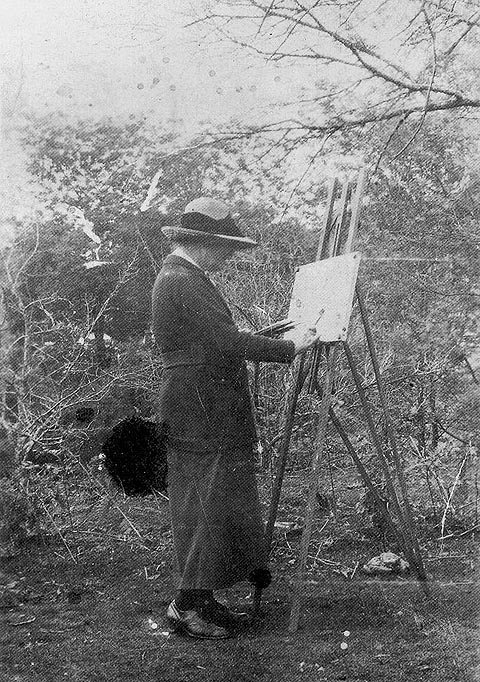
A artista pintando em sua casa em Warrandyte.

Southern nasceu em Kyneton, Vitória, em 1860, a mais velha de seis filhos. Ela era filha do comerciante local de madeira e fazendeiro John Southern e Jane Elliott. Southern estudou na School of Design, National Gallery of Victoria com Oswald Rose Campbell e na National Gallery of Victoria Art School com George Folingsby e Frederick McCubbin. Em Melbourne ela dividiu um estúdio em Grosvenor Chambers, Collins Street, número 9, com Jane Sutherland e Tom Roberts até 1888. Ela dava aulas de arte em seu estúdio e regularmente se juntava a seus colegas da Escola de Heidelberg em viagens de pintura ao ar livre em locais como Heidelberg e Eaglemont.
Em 1908 ela havia estabelecido uma comunidade artística de jovens pintores de paisagens em Warrandyte, um município no Yarra cerca de 30 quilômetros de Melbourne. A comunidade incluía Penleigh Boyd e Harold Herbert. Seu professor e mentor Walter Withers costumava visitá-la em Warrandyte para pintar paisagens. Sua residência na casa de campo 'Blythe Bank' em Warrandyte foi essencial para o desenvolvimento da comunidade artística de lá, com visitas regulares dos McCubbins e Colquhouns. Muitas de suas obras capturam o espírito da área, como "Evensong" e "A Cool Corner". Southern encorajou muitos jovens artistas a visitar seu estúdio lá.
Em 9 de novembro de 1905, Southern casou-se com o mineiro local John Arthur Flinn. Juntos, eles construíram uma casa de campo e, mais tarde, um estúdio em Blythe Bank, Warrandyte. Mesmo depois de seu casamento, Southern continuou a expor em seu próprio nome.
"An Old Bee Farm", mantido pela National Gallery of Victoria é uma de suas obras mais conhecidas. Foi uma das 56 pinturas incluídas nas pinturas clássicas australianas de Lloyd O'Neil e foi usada como ilustração da capa do livro de Kay Schaffer, de 1988 , "Women and the Bush: Forces of Desire in the Australian Cultural Tradition".
Abrindo caminho para o envolvimento das mulheres nas artes, Southern foi uma das primeiras mulheres a ser eleita para a Buonarotti Society e a primeira mulher membro da Australian Art Association.

Clara também apoiou esforços de caridade e socorro, apoiando Violet Teague e sua irmã Una em uma exposição para o abastecimento de água da Missão Hermannsburg na Austrália Central. Os incêndios florestais eram um risco devastador em seu município de Warrandyte, e ela contribuiu para a Exposição do Artists' Bushfire Relief Fund. Infelizmente, algum tempo depois que ela passou, sua amada casa de campo 'Blythe Bank' foi perdida em incêndios florestais.
A Senhora Clara Southern (Sra. J. Flinn) é uma doce e original cantora do mato australiano em cores, que, pelo uso mais habilidoso de seus pigmentos, ela percebe em toda a sua beleza e encanto, seus majestosos silêncios, suas harmonias e aquelas distâncias misteriosas que todos conhecemos e sentimos quando estamos no meio dela. Quase podemos ouvir o vento suspirando e soluçando por entre suas árvores e aquele movimento furtivo da vida sob a bela vegetação rasteira que treme em seus primeiros planos. Suas paisagens são verdadeiramente poemas, cheios de sentimento, e aquela reticência artística tão raramente encontrada, que nunca permite que a natureza seja por um momento oprimida ou ultrapassada, ou a nota forçada sob qualquer pretexto. -'A Lyrical Painter', Kyneton Guardian, 14 de março de 1914
Southern morreu em Melbourne em 15 de dezembro de 1940.

## Trabalhos selecionados

Pinturas à óleo por Clara Southern
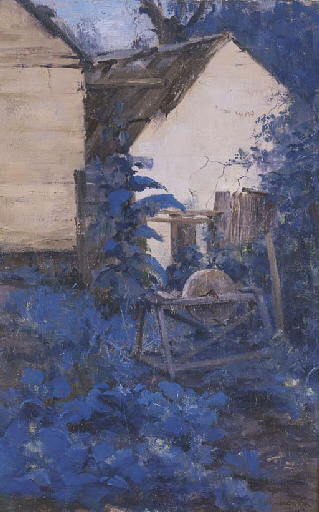
The Back of the Barn, Coleção privada
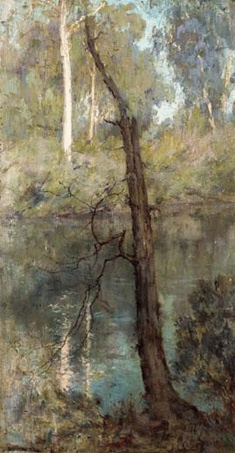
The Yarra at Warrandyte, Coleção privada
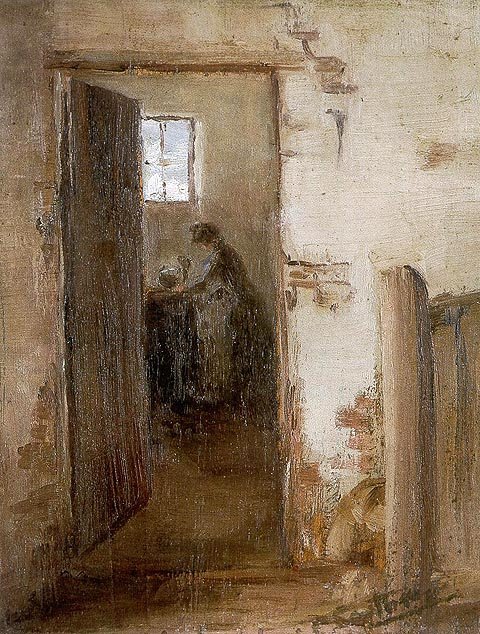
The Kitchen, Coleção privada
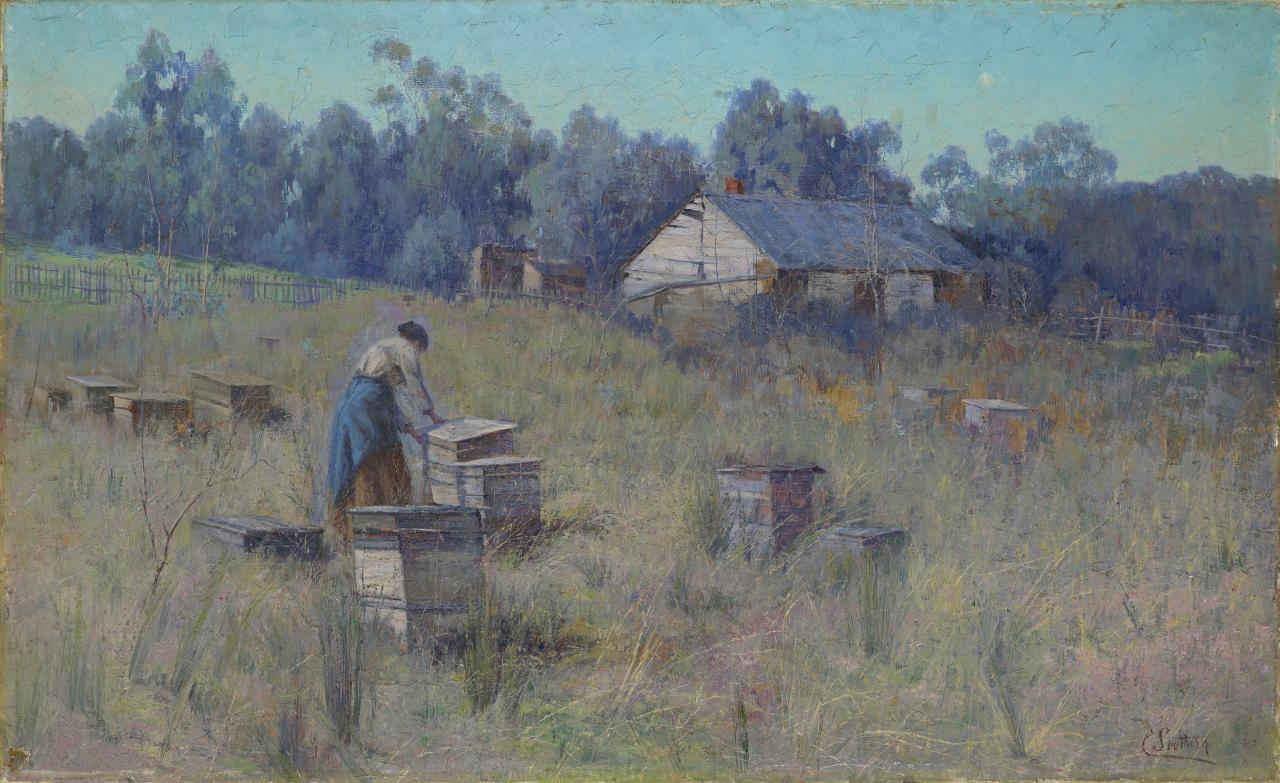
Old Bee Farm, National Gallery of Victoria
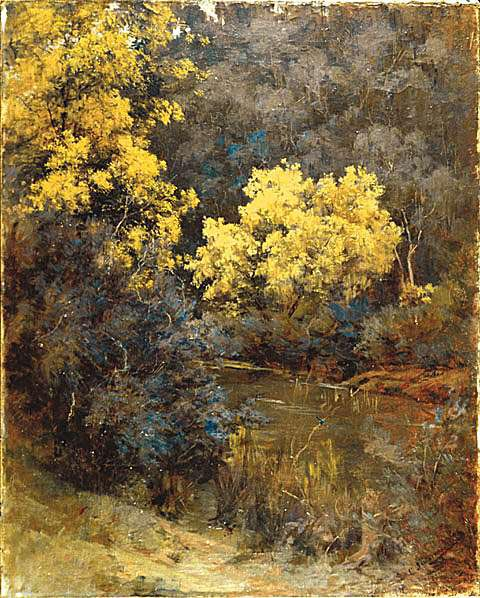
A Cool Corner, Art Gallery of Ballarat
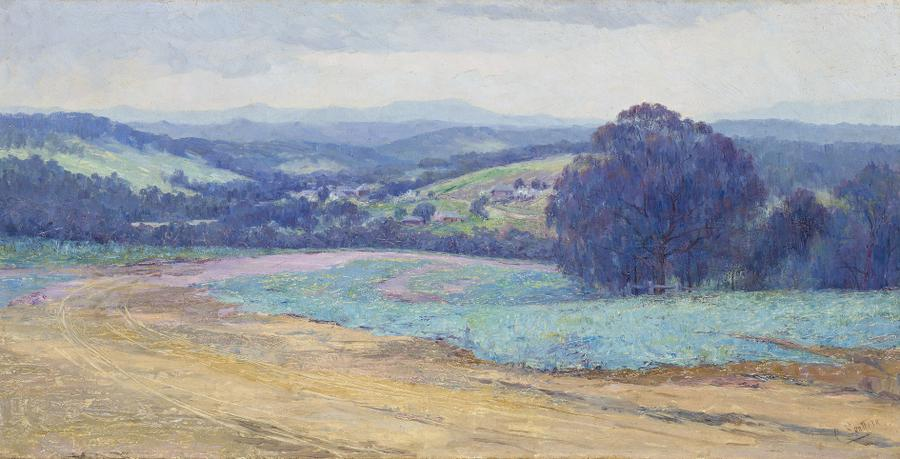
The Road to Warrandyte, Coleção privada
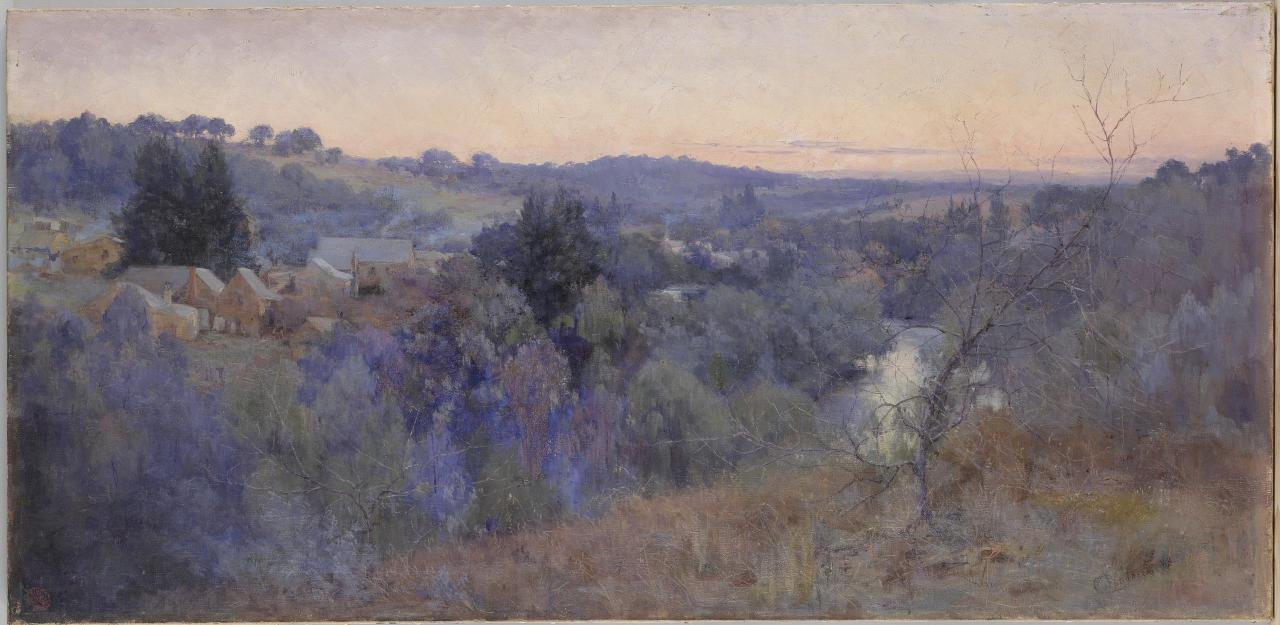
Evensong, National Gallery of Victoria
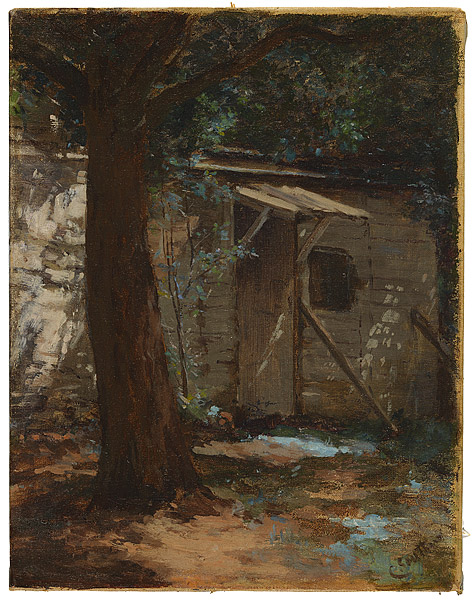
The old shed, National Gallery of Australia
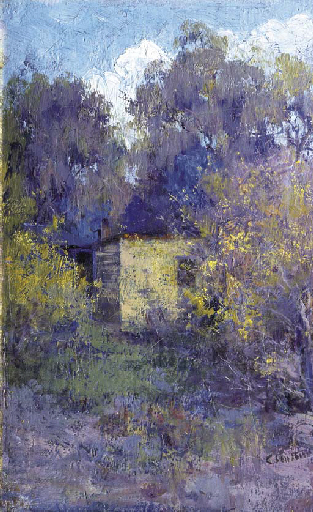
Landscape with Cottage, Coleção privada
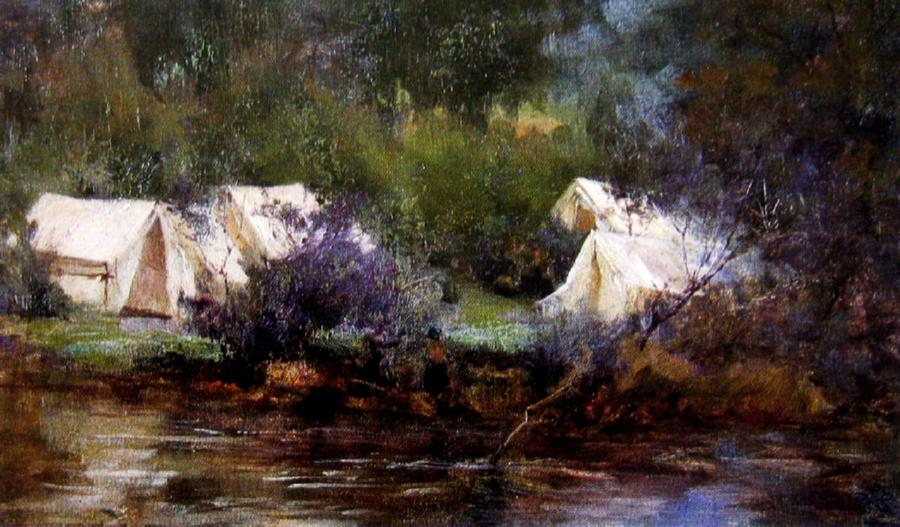
Bush Camp, Coleção privada
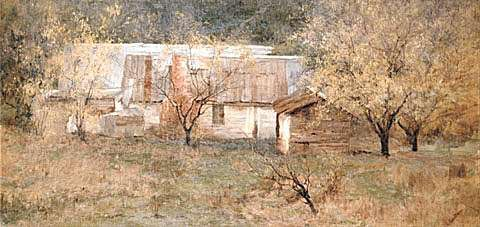
The artist's home, Benalla Art Gallery

## Exposições
- 1899–1917 - Sociedade dos Artistas Vitorianos
- 1907 - Primeira Exposição de Trabalho Feminino Australiano
- 1914, 1917–1919 – Exposição da Associação de Arte Australiana
- 1934 - Exposição em prol do Abastecimento de Água de Hermannsburg na Austrália Central

Postumamente:
- 1975 - Australian Women Artists, One Hundred Years 1840–1940, Melbourne University, Ewing and George Paton Gallery
- 1995 - A l'hombre des jeunes filles et des fleurs: Na sombra de meninas e flores, Benalla Art Gallery
- 2011–2012 - Look, Look Again, Lawrence Wilson Art Gallery, University of Western Australia